# Black-out
Pour les articles homonymes, voir Blackout.

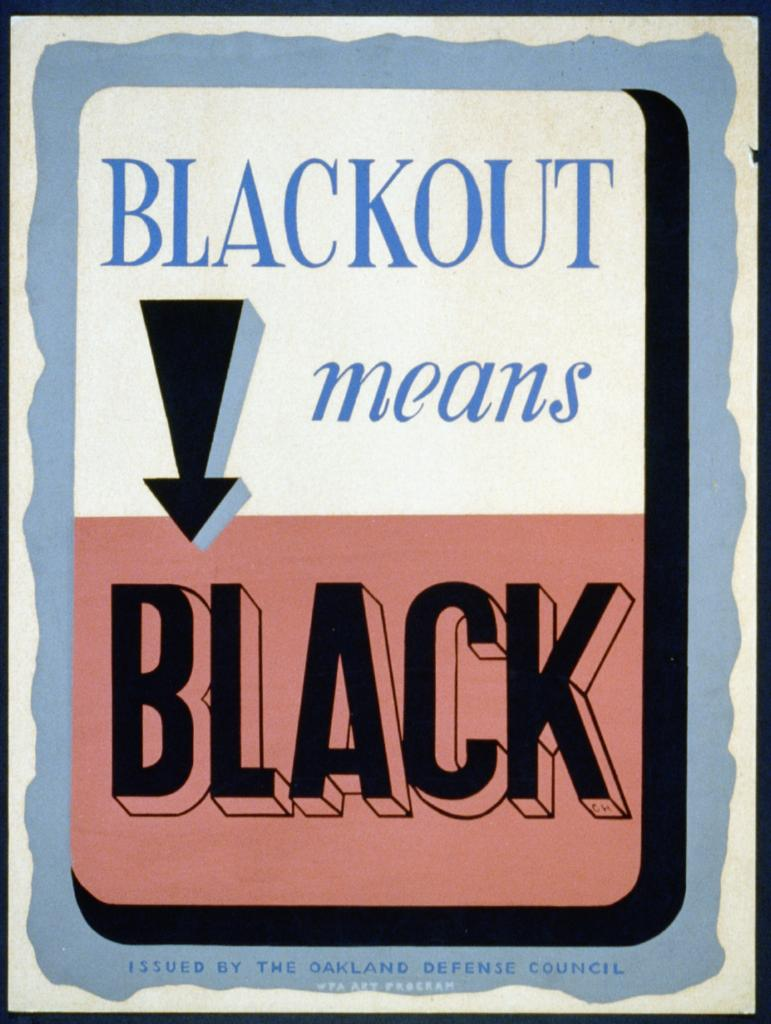
Affiche américaine de la Seconde Guerre mondiale rappelant aux citoyens l'importance du black-out lors d'attaques aériennes.

Un black-out est une mesure de défense antiaérienne passive qui consiste à plonger un endroit géographique dans l'obscurité totale. Commandé en période de guerre ou en prévision d'une guerre, il s'obtient le plus souvent par une réduction collective de l'éclairage extérieur, par exemple en masquant les fenêtres le soir et en prévenant les réflexions optiques vers le ciel. Pendant le XXe siècle, il a servi à empêcher les équipages d'avions ennemis de naviguer à vue vers leurs cibles, par exemple lors du Blitz contre Londres en 1940. Au XXIe siècle, l'utilité des black-out est faible, car il existe différents instruments qui permettent de naviguer vers les cibles immobiles, notamment les guidages inertiel et par GPS.
Lors d'un black-out, les lampes peuvent être éteintes. Des rideaux opaques peuvent être tendus devant les fenêtres des résidences. Les vitres des grands immeubles peuvent être recouvertes d'une substance opaque (goudron, par exemple), ce qui donne l'avantage de peu d'efforts à faire le soir venu mais coupe en grande partie l'éclairage naturel. Les réverbères peuvent être pourvus de réflecteurs qui dirigent le plus gros de l'éclairage vers le sol.
Dans les régions côtières, une réduction des éclairages artificiels en direction de la mer prévient la détection des navires par leur silhouette qui se détachent visuellement de la côte. Ces black-out côtiers réduisent les risques d'attaques par des sous-marins plus loin en mer.

## Seconde Guerre mondiale
Les efforts britanniques lors de la Seconde Guerre mondiale ont servi de modèles lors des black-out imposés.
L’Air Ministry a prévu que la Grande-Bretagne souffrirait des bombardements aériens nocturnes qui amèneraient un nombre élevé de morts chez les civils et des destructions massives. Un grand nombre de responsables croient que la navigation aérienne et la recherche de cibles sont plus difficiles si la lumière artificielle au sol est absente ou réduite. Dès juillet 1939, le dépliant intitulé « Public Information Leaflet No 2 » (partie des documents d'entraînement publiés par l’Air Raid Precautions — ARP) met l'accent sur la nécessité de maintenir un black-out complet parmi la population lorsqu'un tel avis est émis.

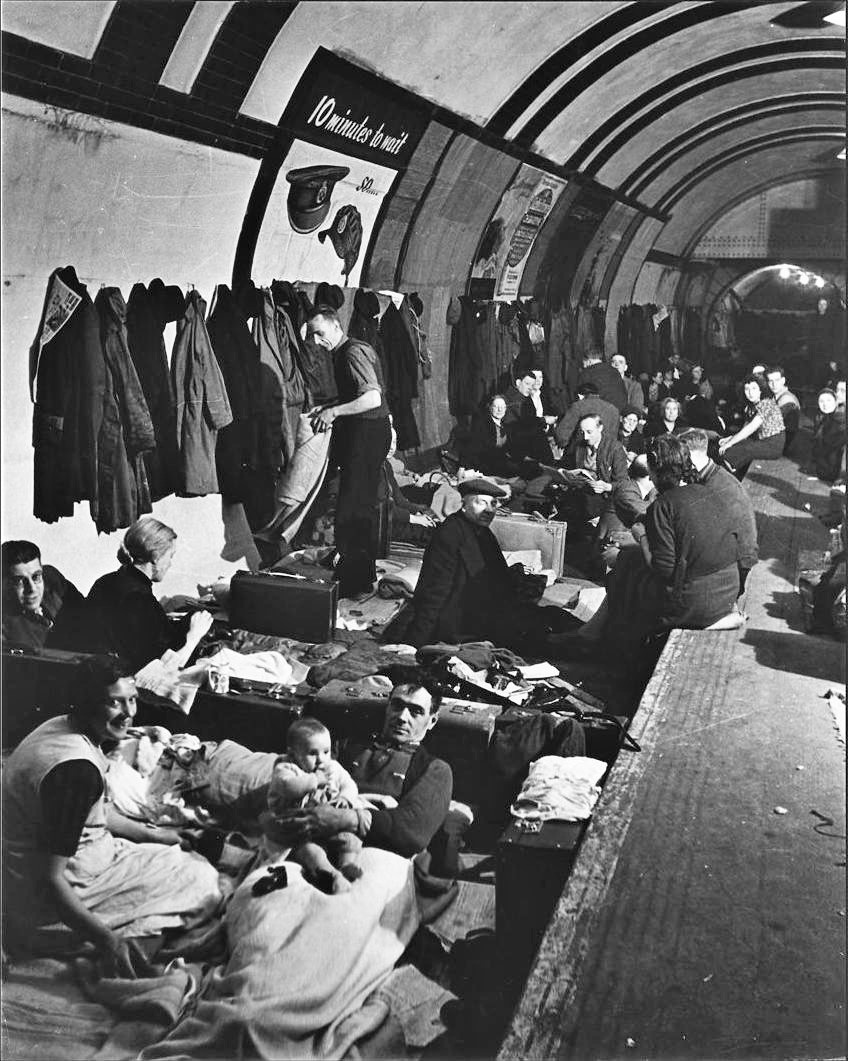
Population londonienne du West End réfugiée dans le métro de Londres lors d'une attaque aérienne.

Les directives de black-out sont imposées le 1er septembre 1939, quelques jours avant la déclaration de guerre. Elles exigent que, de soir et de nuit, toutes les fenêtres et toutes les portes soient recouvertes d'un matériau convenable, tels que rideaux épais, cartons ou couches de peinture, dans le but de prévenir la diffusion de toute lueur pouvant faciliter la détection par les équipages d'avions ennemis. Le gouvernement britannique s'est assuré que ces matériaux soient disponibles en quantité suffisante. Les éclairages extérieurs, tels les réverbères, sont éteints, voient leur intensité réduite ou sont pourvus de déflecteurs pour que la lumière soit reflétée vers le sol. Les éclairages essentiels, tels les feux de circulation et les phares automobiles, sont recouverts de pièces métalliques qui reflètent les faisceaux lumineux vers le sol.
Il est plus difficile de masquer la lumière des usines et des magasins. Les usines qui ont de grandes fenêtres sur le toit ne peuvent les masquer temporairement et les méthodes de masquage permanent, comme une couche de peinture, font perdre les couleurs naturelles de la lumière solaire. Les magasins font installer des sas pour éviter que la lumière ne se répande à l'extérieur lorsque des clients arrivent ou partent.
Des gardes ARP s'assurent que les directives de black-out sont appliquées avec rigueur. Leurs demandes et le pouvoir de les imposer crée de l'opposition et de la colère parmi la population britannique. En effet, les fautifs sont susceptibles de se voir imposer des amendes sévères.
Les restrictions imposées par les black-out ont grandement augmenté les risques d'accidents automobiles la nuit et le nombre d'accidents a en effet augmenté : « À Londres 2 000 piétons furent tués durant les quatre derniers mois de 1939 ». Pour réduire ces risques, quelques restrictions sont levées et les vitesses maximales sont réduites. Le nombre de crimes n'a pas augmenté.
En septembre 1944, la puissance militaire allemande ayant durablement diminué, une réduction des restrictions (dim-out) est introduite, qui permet de ramener l'intensité de l'éclairage nocturne au niveau de la pleine lune. Cependant, si une alerte est émise, le black-out total est imposé. L'éclairage complet des rues britanniques est autorisé à partir d'avril 1945.

Dans cette simulation, la silhouette d'un navire en marche se détache au devant des lumières d'une ville.

Les États-Unis n'ont pas subi d'attaques aériennes, mais le long de la côte Est des États-Unis, les sous-mariniers allemands profitent de l'éclairage artificiel pour détecter visuellement les navires qui longent la côte et les détruire. Cette période est surnommée la « saison de chasse américaine » par les commandants des sous-marins allemands. En effet, de janvier à août 1942, la marine allemande profite de la faiblesse et de la désorganisation des défenses américaines pour couler 609 navires pour un tonnage de 3,1 millions de tonnes mais perd 22 U-boots. Pour cette raison, les sous-mariniers allemands ont qualifié cette période de « temps heureux » ou de « période dorée ».

## Obsolescence
Dès le début des années 1940, les bénéfices des black-out diminuent graduellement sous l'influence des avancées technologiques. Aux débuts de la Seconde Guerre mondiale, les avions allemands utilisent la radionavigation pour se diriger vers leurs cibles (voir Bataille des faisceaux) et les radars embarqués (par exemple, le radar H2X) permettent de localiser les cibles. Au XXIe siècle, les avions naviguent vers des cibles immobiles à l'aide de guidages inertiel et par GPS. À l'approche de leurs cibles, les équipages peuvent utiliser des jumelles de vision nocturne pour mieux voir les cibles. Les missiles téléguidés utilisent des technologies semblables.

## Black-out en littérature
- Final Black-out (en) (1948), roman de Ron Hubbard
- Black-out (1979), roman d'Arthur Hailey
- Black-out (2010), roman de Connie Willis
- Black-out : demain il sera trop tard (2015), roman de Marc Elsberg